# باول كيمبل
باول كيمبل هو يوفولوجي ‏ ومخرج كندي، ولد في 2 يناير 1967 في هاليفاكس في كندا.

## وصلات خارجية
- باول كيمبل على موقع IMDb (الإنجليزية)
- باول كيمبل على موقع قاعدة بيانات الفيلم (الإنجليزية)